# Nynäs, Ågesta

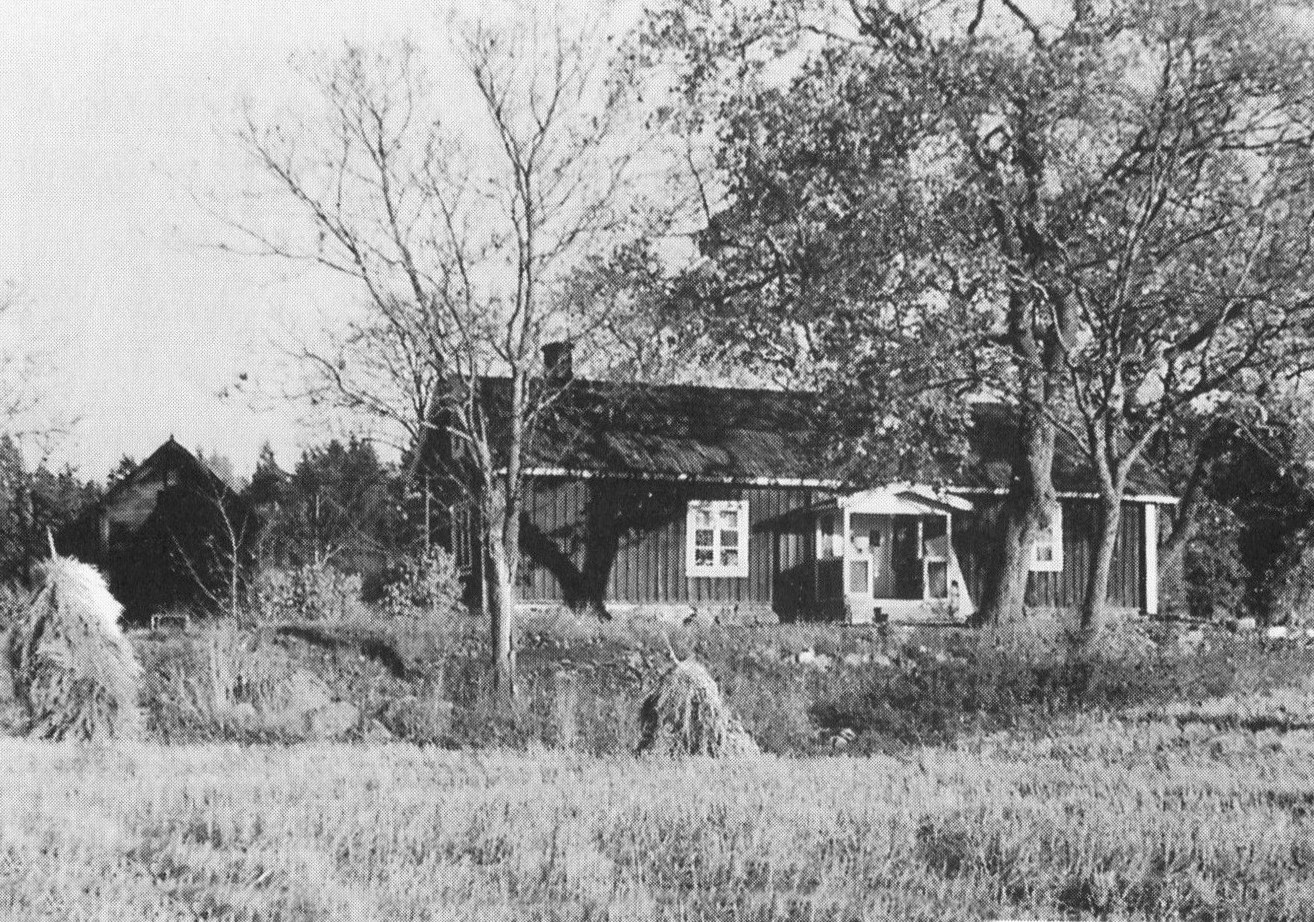
Torpet Nynäs 1940-tal.

Nynäs var ett torp vid sjön Magelungen i Huddinge socken, nuvarande Huddinge kommun. Torpstugan existerar fortfarande och hör numera till Ågesta friluftsområde.

## Historik

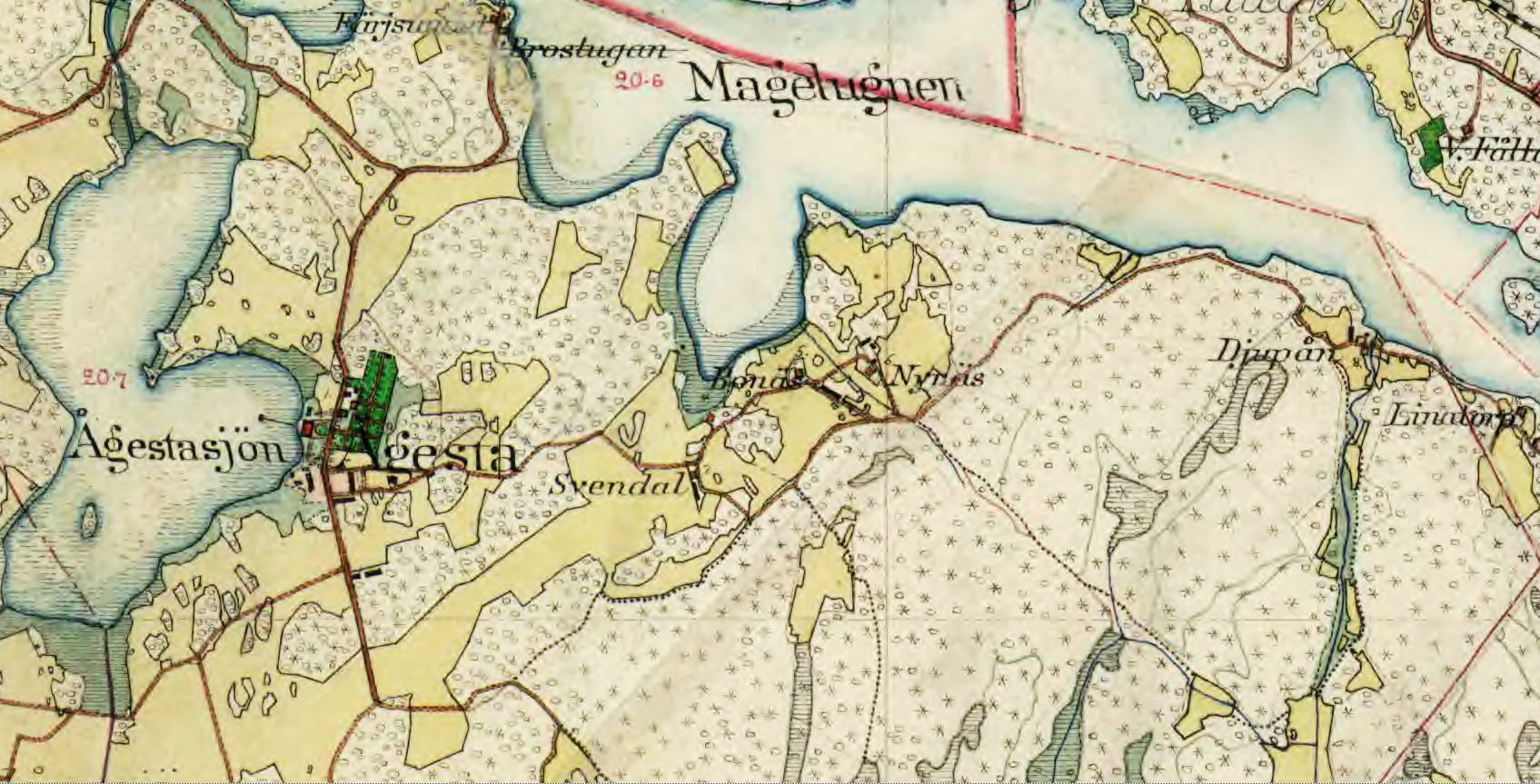
Ågetsta gård och Nynäs 1900.

Nynäs var ett av många torp som lydde under Ågesta gård. Stället låg öster om Ågesta gård och intill Nynäsviken, en södra vik av Magelungen. Torpet nämns sedan 1689 i husförhörslängderna under Ågesta gård och i jordeboken från 1749 upptas det som skattelagt under Ågesta. År 1907 avstyckades Nynäs med 23 hektar mark från Ågesta men 1918 lades torpet åter till Ågesta. 
Mellan 1920 och 1930 var det fortfarande brukat som torp av Anders Johan Nyström (född 1874) och hans hustru Karolina Olivia Thorsell (född 1873). Paret hade fem barn och bodde kvar på Nynäs även efter sin pensionering. 1945 förvärvades stället av Stockholms stad.
Torpstugan med tillhörande ekonomibyggnad finns fortfarande bevarad och utgör idag en del av Ågesta friluftsområde där torpet fungerar som raststuga och omklädningsrum vintertid. Ladan hör till Ågesta folkhögskola som ägs och drivs av Frälsningsarmén.

## Torpets grannar
Närmaste grannen i väster var torpet Bonäs från 1700-talet. Även Bonäs var torp under Ågesta. Huset fick en brandskada som blev oekonomisk att reparera och brändes slutligen ner av brandförsvaret i samband med en övning 1998. Bonäsvägen påminner idag om torpet.
Närmaste grannen i öster var torpet Djupån omnämnt sedan 1720-talet. Djupån brukades till långt in på 1940-talet och finns alltjämt bevarat. Ägare är Stockholms stad.

## Bilder

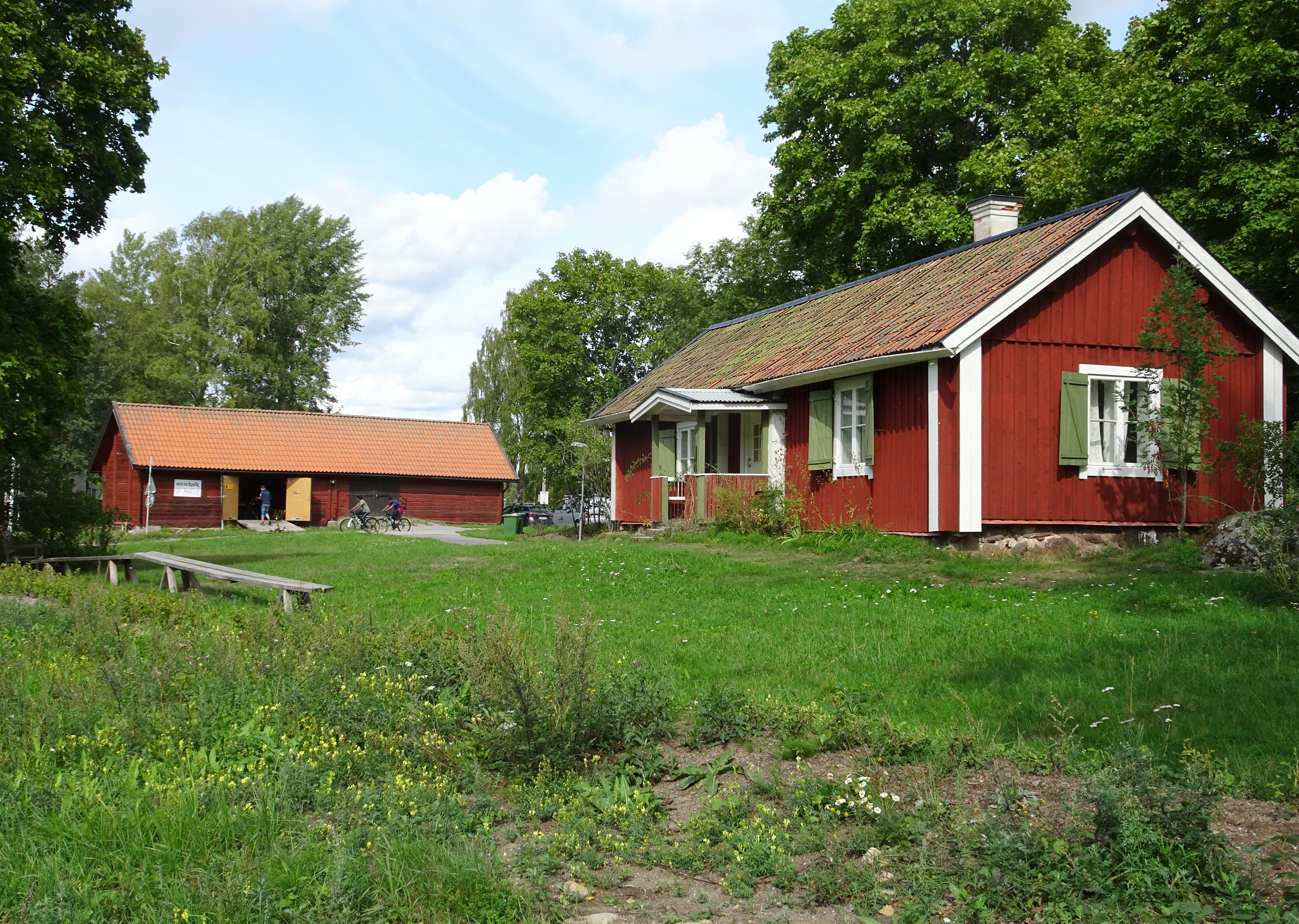
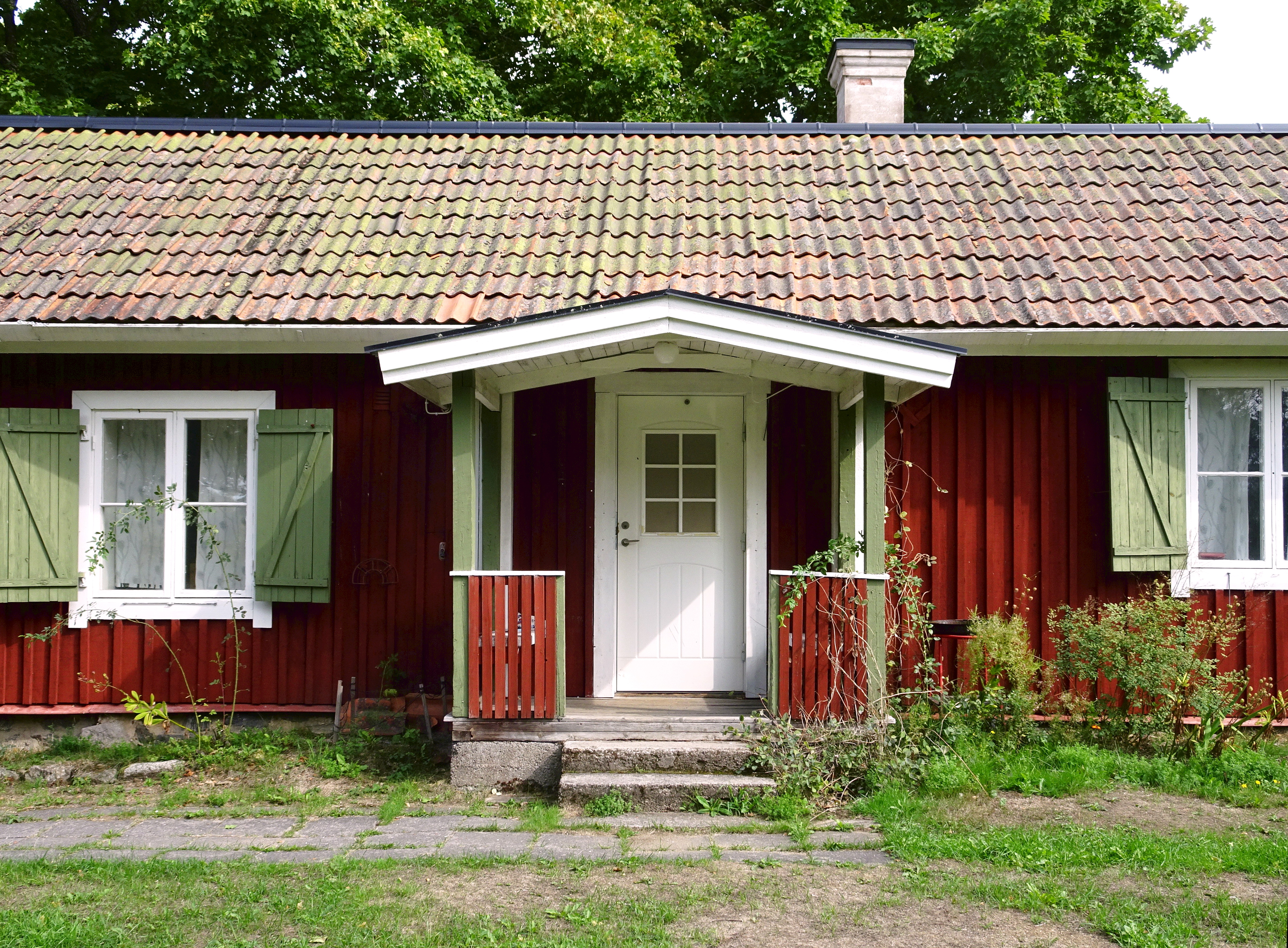
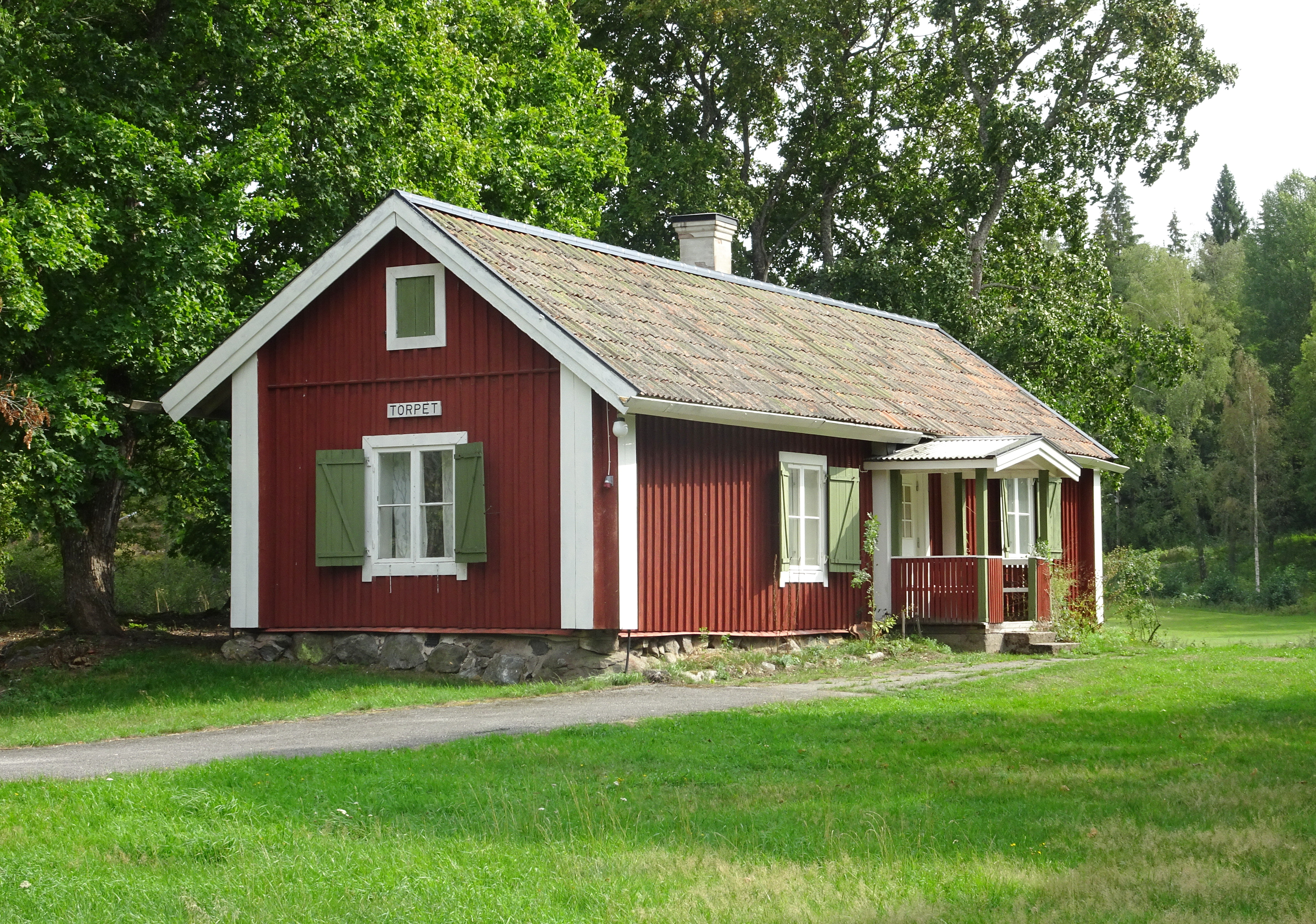
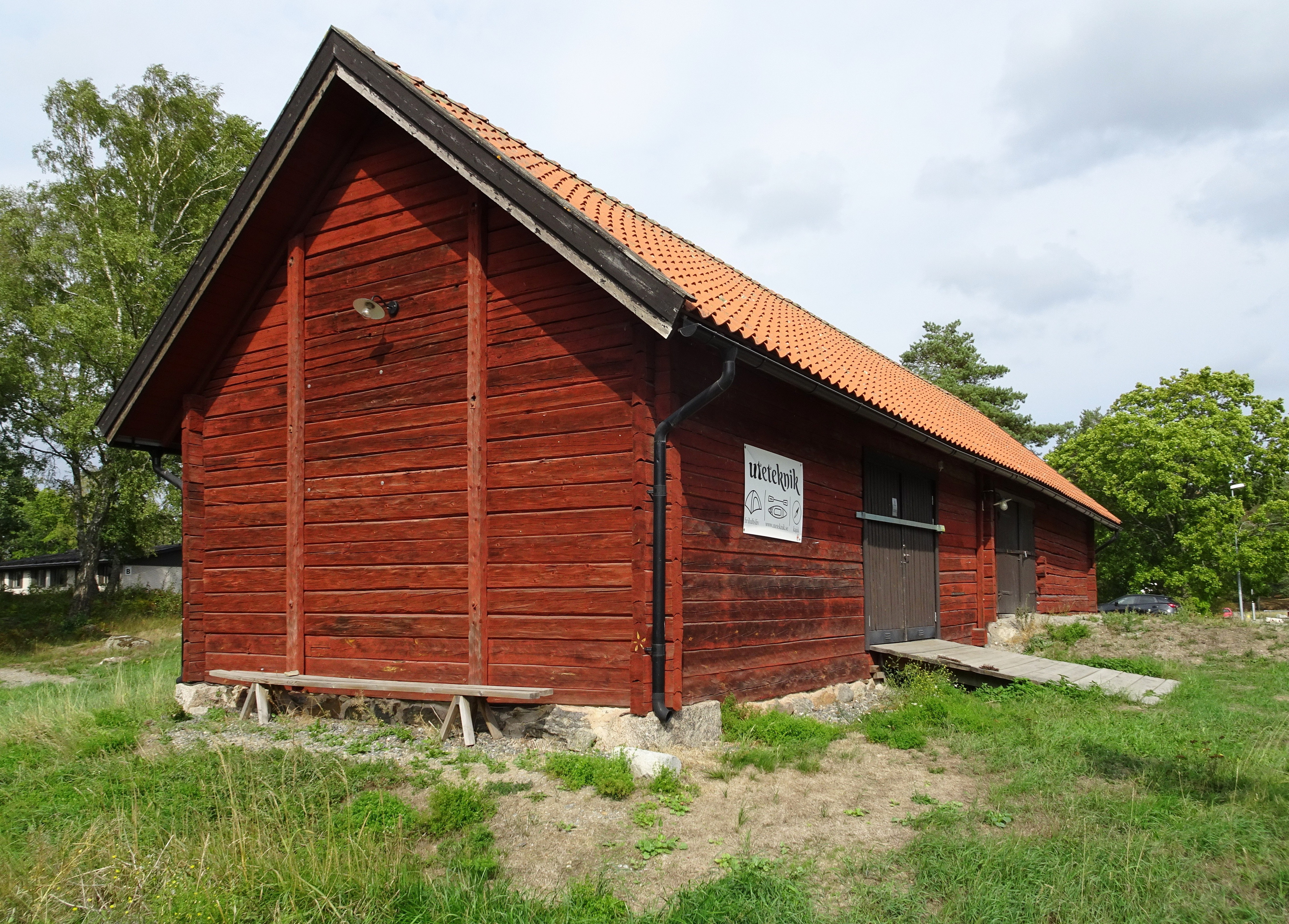